# Desa Rancasenggang
Desa Rancasenggang är en administrativ by i Indonesien.   Den ligger i provinsen Jawa Barat, i den västra delen av landet, 110 km sydost om huvudstaden Jakarta.